# League of Ireland Premier Division (2010)
League of Ireland Premier Division 2010 (znana jako SSE Airtricity League Premier Division ze względów sponsorskich) była 26. edycją najwyższej klasy rozgrywkowej piłki nożnej w Irlandii pod tą nazwą, a 90. mistrzowskimi rozgrywkami w ogóle.
Brało w niej udział 12 drużyn, które w okresie od 5 marca do 29 października 2010 rozegrały 33 kolejek meczów. Sezon zakończył baraż o utrzymanie w Premier Division. Obrońcą tytułu była drużyna Bohemians. Mistrzostwo po raz szesnasty w historii zdobyła drużyna Shamrock Rovers.

## Drużyny
| Uczestnicy poprzedniej edycji | Uczestnicy poprzedniej edycji | Uczestnicy poprzedniej edycji | Uczestnicy poprzedniej edycji |
| --- | ----------------------------- | ----------------------------- | ----------------------------- |
| BOD | Bohemian F.C.                 | Dublin                        | 1                             |
| SHR | Shamrock Rovers               | Dublin                        | 2                             |
| COR | Cork City                     | Cork                          | 3                             |
| DER | Derry City                    | Derry                         | 4                             |
| DUN | Dundalk F.C.                  | Dundalk                       | 5                             |
| SRS | Sligo Rovers                  | Sligo                         | 6                             |
| STP | St. Patrick’s Athletic        | Dublin                        | 7                             |
| GAU | Galway United                 | Galway                        | 8                             |
| BRW | Bray Wanderers                | Bray                          | 10                            |
| po barażach |                               |                               |                               |
| DRU | Drogheda United               | Drogheda                      | 9                             |
| Awans z First Division 2009 |                               |                               |                               |
| UCD | University College Dublin     | Dublin                        | 1                             |
| po barażach |                               |                               |                               |
| SFI | Sporting Fingal               | Dublin                        | 3                             |
| Oznaczenia: - kolumna pierwsza – skróty nazw drużyn, - kolumna trzecia – siedziba klubu, - kolumna czwarta – miejsce zajęte w poprzednim sezonie. |                               |                               |                               |

## Tabela
| Lp. | Drużyna                | M  | Z  | R  | P  | B+ | B- | +/– | Pkt | Kwalifikacja lub spadek                      |
| --- | ---------------------- | -- | -- | -- | -- | -- | -- | --- | --- | -------------------------------------------- |
| 1   | Shamrock Rovers (M)    | 36 | 19 | 10 | 7  | 57 | 34 | +23 | 67  | Liga Mistrzów UEFA • II runda kwalifikacyjna |
| 2   | Bohemians              | 36 | 19 | 10 | 7  | 50 | 29 | +21 | 67  | Liga Europy UEFA • II runda kwalifikacyjna   |
| 3   | Sligo Rovers (P)       | 36 | 17 | 12 | 7  | 61 | 36 | +25 | 63  | Liga Europy UEFA • III runda kwalifikacyjna  |
| 4   | Sporting Fingal (W, R) | 36 | 16 | 14 | 6  | 60 | 38 | +22 | 62  | Drużyna rozwiązana                           |
| 5   | St Patrick’s Athletic  | 36 | 16 | 9  | 11 | 55 | 33 | +22 | 57  | Liga Europy UEFA • I runda kwalifikacyjna    |
| 6   | Dundalk                | 36 | 14 | 6  | 16 | 46 | 50 | −4  | 48  |                                              |
| 7   | UCD                    | 36 | 11 | 8  | 17 | 47 | 54 | −7  | 41  |                                              |
| 8   | Galway United (B, O)   | 36 | 9  | 11 | 16 | 38 | 59 | −21 | 38  | Baraż o Premier Division                     |
| 9   | Bray Wanderers (B, O)  | 36 | 6  | 9  | 21 | 35 | 72 | −37 | 27  | Baraż o Premier Division                     |
| 10  | Drogheda United (S, U) | 36 | 4  | 9  | 23 | 30 | 74 | −44 | 21  | Spadek do First Division                     |

1. 1 2  Sporting Fingal w lutym 2011 ogłosił upadek z powodu dużych problemów finansowych. Wycofał swój wniosek o licencję na udział w Premier Division 2011, a następnie został rozwiązany[3][4][5]. Drogheda United, która pierwotnie spadła z ligi, utrzymała swoje miejsce w Premier Division po wycofaniu się Sportingu[6].

## Wyniki
| Gospodarz \ Gość      | BOH | BRW | DRO | DUN | GAL | SHM | SLI | SFI | StP | UCD | BOH | BRW | DRO | DUN | GAL | SHM | SLI | SFI | StP | UCD |
| --------------------- | --- | --- | --- | --- | --- | --- | --- | --- | --- | --- | --- | --- | --- | --- | --- | --- | --- | --- | --- | --- |
| Bohemians             |     | 2–0 | 1–0 | 3–0 | 2–3 | 0–0 | 0–0 | 1–0 | 1–1 | 0–0 |     | 0–0 | 2–0 | 3–1 | 0–2 | 1–0 | 2–0 | 1–1 | 1–1 | 3–1 |
| Bray Wanderers        | 0–2 |     | 2–2 | 0–1 | 0–2 | 0–0 | 2–3 | 1–3 | 0–4 | 0–6 | 0–3 |     | 1–1 | 2–0 | 4–0 | 2–2 | 1–3 | 0–3 | 3–2 | 2–2 |
| Drogheda United       | 2–4 | 0–0 |     | 1–3 | 0–1 | 0–2 | 2–2 | 1–1 | 2–1 | 0–3 | 0–1 | 0–2 |     | 1–3 | 3–3 | 0–2 | 2–3 | 0–4 | 0–3 | 1–0 |
| Dundalk               | 1–0 | 2–3 | 2–2 |     | 0–0 | 2–1 | 1–0 | 1–2 | 0–0 | 3–0 | 1–2 | 0–2 | 2–1 |     | 3–0 | 5–1 | 2–4 | 0–2 | 0–3 | 1–1 |
| Galway United         | 2–2 | 2–1 | 3–1 | 0–1 |     | 0–1 | 0–0 | 2–2 | 0–2 | 2–2 | 3–2 | 2–2 | 2–1 | 1–1 |     | 0–1 | 2–2 | 0–1 | 1–1 | 1–4 |
| Shamrock Rovers       | 1–0 | 1–0 | 1–1 | 0–2 | 2–0 |     | 1–1 | 1–1 | 0–2 | 0–0 | 3–0 | 4–1 | 2–0 | 4–0 | 3–0 |     | 1–0 | 1–2 | 2–1 | 4–1 |
| Sligo Rovers          | 1–2 | 5–1 | 6–0 | 2–2 | 1–0 | 1–1 |     | 0–1 | 0–0 | 2–1 | 1–1 | 2–1 | 2–1 | 1–0 | 3–0 | 1–2 |     | 4–3 | 1–0 | 4–0 |
| Sporting Fingal       | 0–2 | 1–0 | 4–1 | 2–1 | 2–0 | 1–1 | 1–1 |     | 2–3 | 1–2 | 0–0 | 2–2 | 1–2 | 1–0 | 3–1 | 3–3 | 1–1 |     | 2–2 | 4–1 |
| St Patrick’s Athletic | 3–1 | 3–0 | 0–1 | 1–0 | 2–0 | 1–2 | 1–0 | 0–0 |     | 3–0 | 0–1 | 2–0 | 2–0 | 1–2 | 4–2 | 1–3 | 0–0 | 1–1 |     | 2–1 |
| UCD                   | 1–2 | 1–0 | 2–0 | 3–1 | 0–0 | 1–2 | 0–2 | 0–0 | 1–0 |     | 0–2 | 4–0 | 1–1 | 0–2 | 0–1 | 3–2 | 1–2 | 1–2 | 3–2 |     |

## Baraż o Premier Division
Galway United utrzymał się w League of Ireland Premier Division po wygraniu 1-0 barażu z Bray Wanderers.
Bray Wanderers wygrał w dwumeczu po karnych z Monaghan United finał baraży o miejsce w Premier Division na sezon 2011.
|  |                 |                  |                 |                  |   |              |                 |              |              |              |
|  | Półfinał baraży | Półfinał baraży  | Półfinał baraży |                  |   | Finał baraży | Finał baraży    | Finał baraży | Finał baraży | Finał baraży |
|  | Półfinał baraży | Półfinał baraży  | Półfinał baraży |                  |   | Finał baraży | Finał baraży    | Finał baraży | Finał baraży | Finał baraży |
|  |                 |                  |                 |                  |   |              |                 |              |              |              |
|  |                 |                  |                 |                  |   |              |                 |              |              |              |
|  | 2               | Waterford United | 1               |                  |   |              |                 |              |              |              |
|  | 2               | Waterford United | 1               |                  |   |              |                 |              |              |              |
|  | 3               | Monaghan United  | 3               |                  |   |              |                 |              |              |              |
|  | 3               | Monaghan United  | 3               |                  |   | 3            | Monaghan United | 0            | 1            | 1 (6)        |
|  |                 |                  |                 |                  |   | 3            | Monaghan United | 0            | 1            | 1 (6)        |
|  |                 |                  | 9               | Bray Wanderers * | 0 | 1            | 1 (7)           |              |              |              |
|  | 8               | Galway United    | 9               | Bray Wanderers * | 0 | 1            | 1 (7)           | 1            |              |              |
|  | 8               | Galway United    |                 |                  |   |              |                 |              |              |              |
|  | 9               | Bray Wanderers   | 0               |                  |   |              |                 |              |              |              |
|  | 9               | Bray Wanderers   | 0               |                  |   |              |                 |              |              |              |

* zwycięstwo po rzutach karnych.

| 2 listopada 2010 | Waterford United | 1:3   | Monaghan United                          |                                                                                  |
| 20:45            | Liam Kearney 65' | (0:1) | 28' Aidan Lynch · 58', 84' Philip Hughes | Waterford Regional Sports Centre, Waterford Widzów: 1462 Sędzia: Paul McLoughlin |

| 2 listopada 2010 | Galway United     | 1:0   | Bray Wanderers |                                                               |
| 20:45            | Karl Sheppard 16' | (1:0) |                | Eamonn Deacy Park, Galway Widzów: 1432 Sędzia: Damien Hancock |

| 5 października 2010 | Monaghan United | 0:0   | Bray Wanderers |                                              |
| 20:45               |                 | (0:0) |                | Gortakeegan, Monaghan Sędzia: Damien Hancock |

| 8 października 2010 | Bray Wanderers | 1:1 (pd. k. 7:6)        | Monaghan United |                                          |
| 20:45               | Jake Kelly 112' | (0:0, 0:0, 0:0, k. 7:6) | 118' Chris Shields | Carlisle Grounds, Bray Sędzia: D. Hanney |
| 20:45               | · Gary Dempsey · Jake Kelly · Gary Shaw · Dane Massey · Danny O'Connor · Daire Doyle · Shane O'Neill · Chris Shields | Rzuty karne             | · Karl Bermingham · Philip Hughes · Brian Gartland · Barry Clancy · Alan Byrne · Don Tierney · Stephen McCrossan · Paul Whelan | Carlisle Grounds, Bray Sędzia: D. Hanney |

## Najlepsi strzelcy
| Bramki | Strzelcy           | Drużyna         |
| ------ | ------------------ | --------------- |
| 21     | Gary Twigg         | Shamrock Rovers |
| 17     | Pádraig Amond      | Sligo Rovers    |
| 15     | Ciarán Kilduff     | UCD             |
| 14     | Jake Kelly         | Bray Wanderers  |
| 12     | Jason Byrne        | Bohemians       |
| 12     | Fahrudin Kuduzović | Dundalk         |
| 11     | Gary O'Neill       | Sporting Fingal |
| 10     | Paddy Madden       | Bohemians       |
| 9      | Karl Sheppard      | Galway United   |

Źródło: .

## Stadiony
| Bohemians       |
| --------------- |
| Dalymount Park  |
| Pojemność: 3640 |
|                 |

| Bray Wanderers   |
| ---------------- |
| Carlisle Grounds |
| Pojemność: 3250  |
|                  |

| Drogheda United  |
| ---------------- |
| Hunky Dorys Park |
| Pojemność: 3500  |
|                  |

| Dundalk         |
| --------------- |
| Oriel Park      |
| Pojemność: 4500 |
|                 |

| Galway United   |
| --------------- |
| Terryland Park  |
| Pojemność: 5000 |
|                 |

| St Patrick’s Athletic |
| --------------------- |
| Richmond Park         |
| Pojemność: 5340       |
|                       |

| Shamrock Rovers  |
| ---------------- |
| Tallaght Stadium |
| Pojemność: 8000  |
|                  |

| Sligo Rovers    |
| --------------- |
| Showgrounds     |
| Pojemność: 3873 |
|                 |

| Sporting Fingal |
| --------------- |
| Morton Stadium  |
| Pojemność: 4000 |
|                 |

| UCD             |
| --------------- |
| UCD Bowl        |
| Pojemność: 3000 |
|                 |

Źródło: .